# Spekwortel
De spekwortel (Dioscorea communis, basioniem: Tamus communis) is een linkswindende klimplant.

## Beschrijving
Spekwortel is een liaan. De klimplant wordt maximaal 3 m hoog en vertoont tussen mei en juli groengele bloemen. De bladeren staan verspreid langs de stengel. Ze zijn glanzend en hartvormig met bladnerven die boogvormig vertrekken vanuit één punt aan de basis van het blad (handnervig). Spekwortel is tweehuizig. De mannelijke bloemen hebben een klokvormige kroonbuis met stervormige afstaande slippen, zijn gelig en komen in trossen voor. De vrouwelijke bloemen zijn meestal alleenstaand.
De plant krijgt ronde, bij rijpheid rode, vruchten van ongeveer 10 tot 12 mm doorsnede.

## Areaal
Spekwortel komt voor Noord- en Midden-Europa en in het Middellandse Zeegebied.
In Vlaanderen vindt men de soort vooral in het zuidwestelijk deel van de leemstreek, maar niet ten oosten van de Dijle. In Wallonië is de soort vooral in de buurt van de grens met Frankrijk te vinden, zoals in Lotharingen. In Noordwest-Frankrijk vinden we de soort onder meer in Picardië, Artois en de Boulonnais. Ook is spekwortel gevonden in het middengebied van de Ardèche in Frankrijk op ca. 400 meter hoogte.
De Spekwortel kan ook in het heuvelland van Zuid-Limburg aangetroffen worden.

## Standplaats
Spekwortel groeit aan de randen van loofbossen, in heggen en struiken, voornamelijk op verse, kalkrijke, vruchtbare grond in gebieden met een mild klimaat.

## Toxiciteit
Omdat in de plant saponine en calciumoxalaat voorkomt is spekwortel giftig. Het sap van de rijpe bessen of de wortelen kunnen huidirritatie veroorzaken. De oorzaak zijn de kleine oxalaatkristallen en de histamine in de plant.
De wortel bevat fenantreen-derivaten en glycoside.

## Toepassingen
Vroeger werd de wortelstok in de volksgeneeskunde gebruikt als smeersel tegen reuma en kneuzingen; vandaar de naam in het Frans "Herbe aux femmes battues" ("Kruid van de geslagen vrouwen"). De hantering van de plant kan echter ernstige blaren en huidontstekingen veroorzaken.
In een laboratoriumstudie is gebleken dat het wortelsap van deze plant ontstekingsremmende eigenschappen heeft.
De plant wordt nu in de homeopathie gebruikt.
Onderzoek heeft aangetoond dat het gif uit de wortels verwijderd kan worden door de wortels te pletten en in stukken te snijden, deze vervolgens een aantal dagen in stromend water te laten weken. Meestal worden deze wortels in een net gedaan dat enkele dagen in een stomende beek wordt gehangen. Wanneer de wortels vervolgens geroosterd worden krijgen ze extra (kastanjeachtige) smaak.

## Naamgeving
De Nederlandse naam verwijst naar de vanbinnen slijmerig vettige wortelstok.

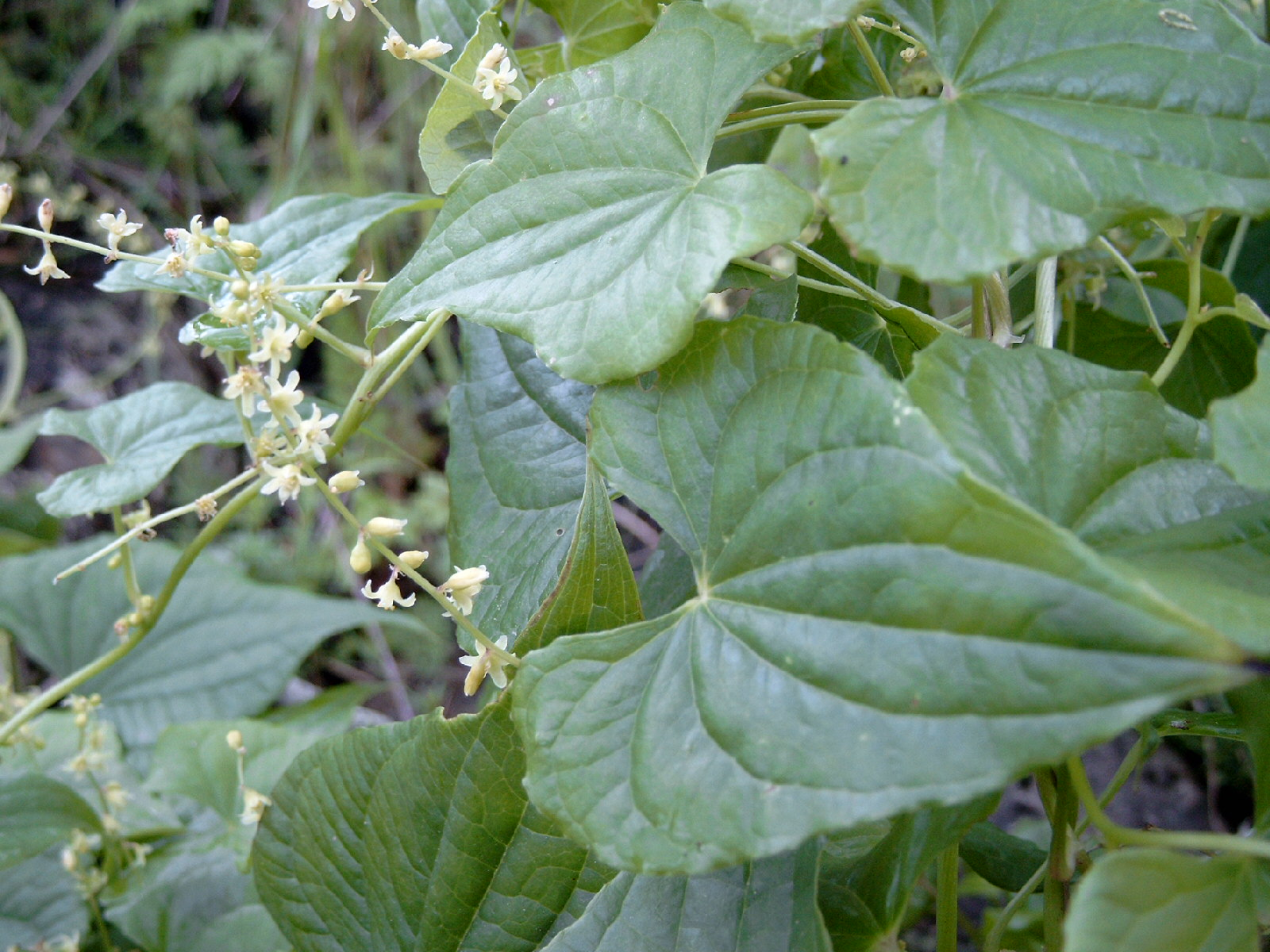
Bloeiende plant met mannelijke bloemen
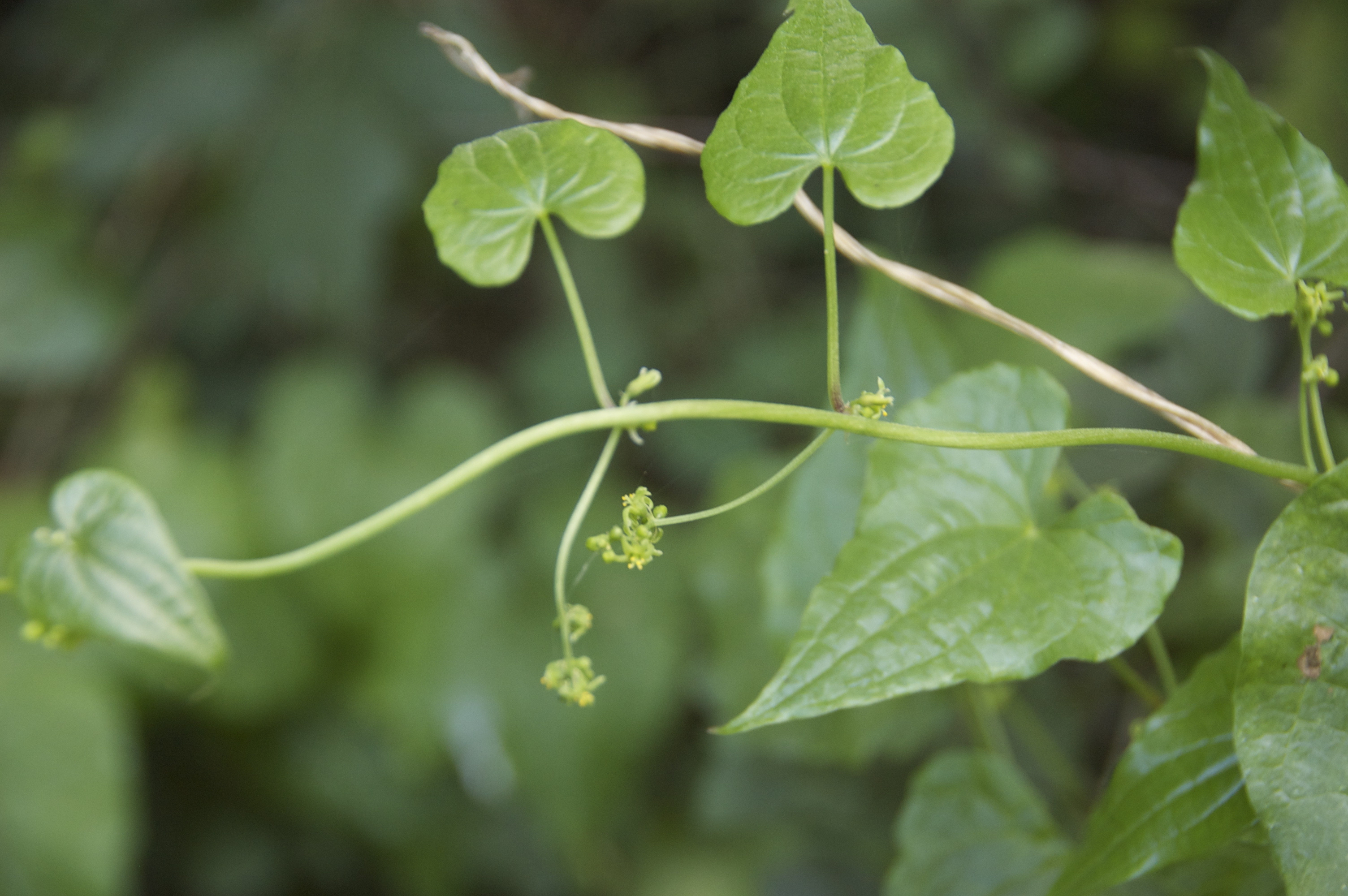
Bloeiende plant met vrouwelijke bloemen
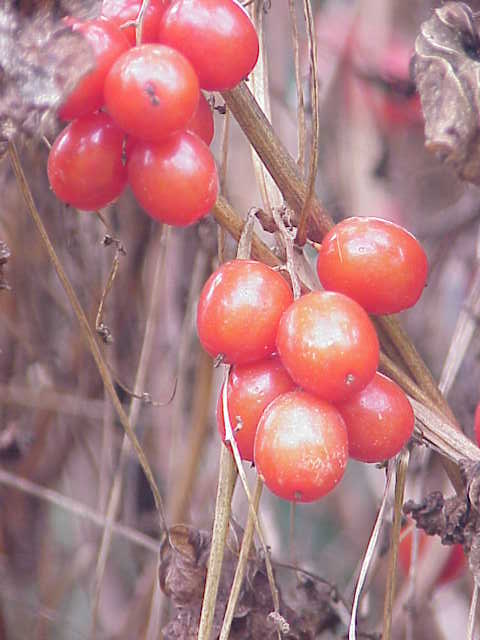
Vruchten
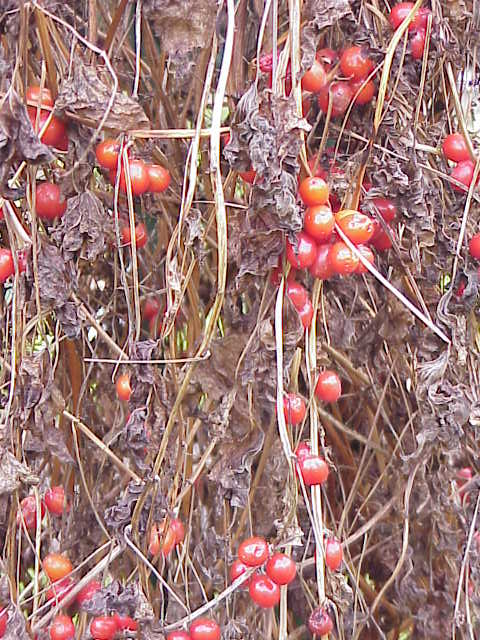
Vruchten
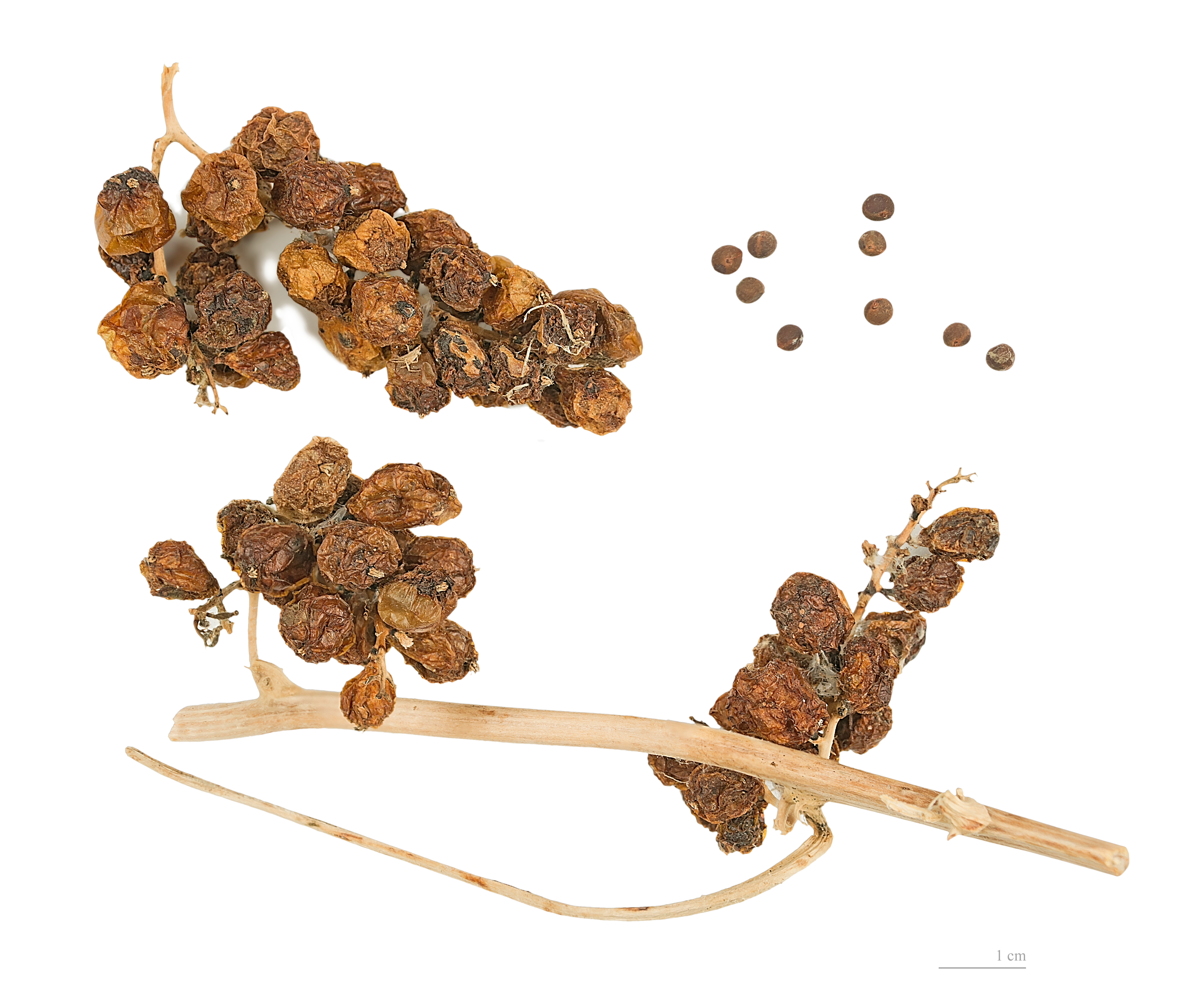
Vruchten en zaden